# 黑爾之家
黑爾之家（英語：Hale House）是一座位於美國加利福尼亚州洛杉磯高地公園的維多利亞式豪宅，建於1887年，它被描述為「全城出鏡率最高的房子」和「裝飾最精美的房子」。  
1966年，黑爾之家被宣佈為歷史文化古蹟，並於1972年被列入國家史蹟名錄。這座房子於1970年搬遷到蒙特西托高地的文化遺產廣場博物館，全年向公眾開放。

## 歷史
黑爾之家是由約瑟夫·凱瑟·紐瑟姆(Joseph Cather Newsom)設計，它於1887年由房地產開發商喬治·W·摩根（George W. Morgan）在華盛頓山腳下建造。這座房子最初位於北帕薩迪納大道 4501 號（現為菲格羅亞街），但在被汽車司機詹姆斯·G·黑爾 (James G. Hale) 購買前搬到了北帕薩迪納4425號。
1901年，黑爾和他的妻子贝西·霍夫斯鲁德購買了這所房子。然而在幾年後，這對夫婦分居，黑爾最後於1921年8月15日因心臟病發作去世，享年51歲。貝西則保留了房子的所有權 。直到1950年代後期，她一直將這所房子作為寄宿屋經營，貝西最後於1966年去世，享年97歲。房子由黑爾的侄女奧德納·約翰遜（Odena Johnson）繼承，
當奧德納宣布將拆除房屋，並在原處建造一個鉻鋼加油站的計劃時，洛杉磯文化遺產委員會通過審議宣布該房屋為歷史文化古蹟（HCM #40） ，暫時停止了拆除工作。最後，奧德納同意以1美元的象徵性價格賣掉這所房子，前提是建築物必須要搬離原有的地點。1970年7月，黑爾之家被搬遷到附近高地公園的遺產廣場博物館。
搬遷後不久，黑爾之家曾被用作電影的拍攝地，後來以超過300,000美元的成本進行了修復工程。

## 建築設計
這座房子的不同建築風格被描述為美國安妮女王復興建築、維多利亞時代建築、東湖運動、 木匠哥特式、 折衷主義等風格形式的融合，具有著維多利亞時代工藝和設計的完美典範，擁有華麗的磚砌煙囪、彩色玻璃窗、木雕和一個「角塔」，上面裝飾著巨大的銅百合花。
美國建築師學會南加州分會歷史建築委員會主席雷蒙·吉爾維吉安（Raymond Girvigian），在1966年給洛杉磯文化遺產委員會的報告中稱：
這座住宅由詹姆斯和贝西·黑爾於1901年左右購買，是一個木框架結構建築，外部隔板壁板飾有魚鱗瓦，主東立面窗戶和山牆飾周圍採用鑄石膏裝飾。其他特色則包括東北角的陽台，其車削木柱帶有彎曲的木支架帽和銑床的鎮流器，以及屋頂上的裝飾性鐵欄杆。建築物的磚煙囪具有切割型的幾何細節，頂部則有拱形突起，東南角設有一個塔樓窗，二樓簷口還有彎曲的木托架。
吉爾維吉注意到建築物不拘一格的風格，曾寫道，這座房子：「在沒有學術規則的情況下擁有豐富的裝飾和細節，基於引用各種風格和形式，最終造就無拘無束、但具有創造性和迷人的方式和精湛的工藝呈現。」 文化遺產委員會在宣布將黑爾之家指定為歷史古蹟時，給出了以下理由：
「這座風景如畫的建築，是洛杉磯維多利亞時代晚期案例的傑出典範。它的主要意義在於，它可能在一個例子中最好體現了當時年代歷史風格的本質或最典型的特徵。這座建築的內部、外部都採用了華麗的木雕，但這種木雕在當代的時代正在消失。煙囪則擁有那個時期維多利亞式「聯排別墅」的特色，其做工可與舊邦克山上建造得最好的豪宅相媲美。
在裝修房子的時候，在房子上發現了原來顏色的碎片。外觀主要是粉紅色和藍綠色，塗上的顏色與房屋芯片上的原始顏色相同。目前建築物內部已經恢復，房屋的許多原始內部特徵、家具仍然完好無損。

## 在流行文化中
黑爾之家出現在由比特里斯·亚瑟主演的《阿曼達的》的標題畫面中。在該系列中，黑爾之家是劇中的故事主場景：加州阿曼達海灘飯店。
黑爾之家還短暫出現在鄉村藝術家格倫·坎貝爾拍攝於1969年的歌曲《Wichita Lineman》的宣傳音樂影像中。

## 外部連結
- 维基共享资源上的相關多媒體資源：黑爾之家
- Heritage Square Museum official website （页面存档备份，存于）
- Hale House in 1967 (library.ca.gov)